# Clive Palmer
Clive Frederick Palmer (Footscray, Victoria, 26 de marzo de 1954) es un empresario y político australiano.
Palmer posee explotaciones de hierro, níquel y carbón. Tiene además varios emprendimientos como Mineralogy, Waratah Coal, Queensland Nickel en Townsville, Palmer Coolum Resort en Sunshine Coast, Palmer Sea Reef Golf Course en Port Douglas, Palmer Colonial Golf Course y Palmer Gold Coast Golf Course, ambos en Robina. Fue dueño del Gold Coast United FC entre 2008 y 2012.
Palmer creó el Partido de la Unidad de Palmer (hoy Partido Australia Unida) en abril de 2013. Ganó el escaño de Fairfax en las elecciones federales australianas de 2013, desempeñándose como diputado por un período.
En mayo de 2021, Palmer era el séptimo australiano más rico, cuando The Australian Financial Review evaluó su patrimonio neto en 13,010 millones de dólares australianos en la Rich List de 2021.

## Primeros años y educación
Palmer nació el 26 de marzo de 1954 en el Footscray Hospital en Footscray, un suburbio de Melbourne. Su familia se mudó a Queensland en 1963, y Palmer se crio principalmente en Gold Coast, donde asistió al Aquinas College y a Southport State High School, aunque también asistió a Toowoomba Grammar School algún tiempo.
El padre de Palmer, George, era un agente de viajes, por lo que la familia viajó mucho por el mundo. George Palmer también era propietario de Akron Tire Co y Akron Broadcasting Co, y fue el fundador de la estación de radiodifusión de Melbourne 3AK (que actualmente opera como SEN 1116).
Palmer estudió derecho, periodismo y política en la Universidad de Queensland entre 1973 y 1975, pero no terminó de cursar. Más tarde completó un Diplomado en Derecho a través de la Junta de Abogados de Queensland y trabajó como empleado y oficial de entrevistas para la Oficina del Defensor Público.

## Carrera

### Bienes raíces
Durante la década de 1980, Palmer fue agente de bienes raíces. Le fue bien con el auge inmobiliario en Gold Coast y se retiró a la edad de 29 años.

### Mineralogía
Entre 1985 y 1986, Palmer fundó tres empresas que se dedicaron a la exploración minera en Australia Occidental. Estos incluían a Mineralogy, una compañía que en 2006 tenía 160 mil millones de toneladas de reservas de mineral de hierro en Pilbara Ranges. En 2008, Palmer compró Waratah Coal. Transfirió Mineralogy a Nueva Zelanda en diciembre de 2018 y la trasladó nuevamente a Singapur en enero de 2019.
Mineralogy ha estado involucrada en una larga disputa con CITIC sobre el pago de regalías. Mineralogy y CITIC celebraron un acuerdo en 2006 para desarrollar algunas de las reservas de mineral de hierro que posee Palmer. En noviembre de 2017, el juez Kenneth Martin de la Corte Suprema de Australia Occidental otorgó a Mineralogy casi $ 200 millones. Palmer dijo que la decisión fue «una victoria para la ley australiana sobre las potencias del gobierno comunista chino». En mayo de 2019, CITIC demandó a Palmer y él los contrademandó por $5 mil millones.
En agosto de 2020, el Parlamento de Australia Occidental aprobó un proyecto de ley de emergencia para bloquear un reclamo legal contra el gobierno por parte de Palmer, relacionado con la mineralogía. El fiscal general de Australia Occidental, John Quigley, estimó la reclamación en un total de $ 30 mil millones, que describió como “codiciosa” y equivalente al presupuesto anual de Australia Occidental. Palmer negó esa estimación y presentó un desafío en el Tribunal Federal a la legislación por inconstitucional.
El 28 de marzo de 2023, la empresa de Palmer en Singapur, Zeph Investments, presentó una notificación de arbitraje demandando a la Mancomunidad de Australia por 296,000 millones de dólares australianos por la supuesta pérdida de derechos contractuales, daños morales y “riesgo soberano”, en relación con el proyecto de mineral de hierro por el que la empresa de Palmer, Mineralogy, ya había perdido una demanda. McGowan respondió a esto diciendo: «Hoy hemos visto el acto de codicia más deplorable en la historia de Australia [...] Clive Palmer es el hombre más codicioso de la historia de Australia». El Fiscal General, Mark Dreyfus, dijo que el Commonwealth «defenderá enérgicamente» la demanda.

### Níquel de Queensland
En 2009, Palmer compró Queensland Nickel y Palmer Nickel and Cobalt Refinery después de que BHP cerrara la refinería. En el primer año después de comprar la refinería, Palmer regaló al personal 50 automóviles Mercedes Benz y vacaciones en el extranjero después de que la refinería obtuviera grandes ganancias. El 18 de enero de 2016, Queensland Nickel entró en administración voluntaria. Palmer se negó a pagar los derechos de los trabajadores que perdieron sus trabajos cuando Queensland Nickel cerró, afirmando que «no tengo ninguna responsabilidad personal, me retiré del negocio hace más de tres años». También culpó a los administradores por despedir a la fuerza laboral. Esto obligó al Gobierno Federal a cubrir los derechos de los trabajadores.

### Palmer Coolum Resort: Dinosaur Park
Palmer compró el Coolum Hyatt Resort en 2011. Más tarde anunció planes para construir un parque con dinosaurios animatrónicos allí. Palmer ordenó más de 160 dinosaurios animatrónicos, que incluían un envío inicial de un Tyrannosaurus rex de 3,5 metros de alto y 20 metros de largo, apodado “Jeff”. Palmer recibió la aprobación del pleno del consejo para el parque el 25 de julio de 2013, y se esperaba que abriera al público en 2014. El 14 de diciembre de 2013, el parque de dinosaurios, ahora llamado “Palmersaurus”, se abrió al público. La instalación de dinosaurios de Palmer a lo largo del lado del campo de golf del resort llevó al Campeonato Australiano de la PGA a ser reubicado allí.
Palmer Coolum Resort fue suspendido en 2015 debido a las bajas tasas de ocupación, con 600 personas perdiendo sus trabajos durante el período posterior a que Palmer compró el complejo. En 2017, ABC informó que «una vez considerado como uno de los centros turísticos más prestigiosos del sureste de Queensland, el sitio es una sombra de sí mismo y ha sido el centro de una batalla legal entre los jubilados que poseen villas compartidas y Clive Palmer». En 2018, la Comisión Australiana de Valores e Inversiones acusó a Palmer de violaciones a la Ley de Sociedades en relación con un intento de apoderarse de villas de tiempo compartido en el complejo en 2012. Palmer aseguró que los cargos fueron un intento de evitar que se presentara a las elecciones.

### Fútbol
Palmer compró el club de fútbol Gold Coast United en 2008. En octubre de 2009, tomó la decisión de limitar la asistencia a los partidos locales del club en el estadio Skilled Park a solo 5000 asistentes, en un intento por ahorrar dinero evitando el transporte. Después de una reacción violenta generalizada y solo 2616 fanáticos que asistieron al siguiente partido local, y la intervención de la Federación de Fútbol de Australia (FFA), la idea fue descartada.
El 29 de febrero de 2012, Ben Buckley y Frank Lowy anunciaron que la licencia de Palmer para Gold Coast United FC sería revocada por constantes infracciones de las reglas y regulaciones de la FFA y buscaron pagar los contratos de los jugadores por el mes restante de la temporada. Lowy declaró que actuó para proteger la integridad del deporte. Sin embargo, Palmer estipuló que impugnaría las decisiones mediante acciones legales y afirmó que Lowy era un dictador. A pesar de un fallo que ordenaba la eliminación de los logotipos de "Libertad de expresión" en las camisetas de los equipos, Palmer indicó que se quedarían. El 2 de marzo de 2012, Palmer perdió ante el Tribunal Supremo su oferta contra la expulsión del Gold Coast United de la A-League.
En 2012, después de que la FFA revocara su licencia de la Gold Coast United en la A-League, Palmer fundó Football Australia, una organización competidora del fútbol en Australia.

### Titanic II
En febrero de 2013, en una conferencia de prensa en Nueva York, Palmer anunció planes para construir una réplica moderna del transatlántico RMS Titanic. Se planeó que el Titanic II se construyera en China y realizara su viaje inaugural desde Southampton a la ciudad de Nueva York en 2016 (luego pospuesto hasta 2018). Palmer esperaba recrear el Titanic lo más cerca posible de su apariencia externa e interna. Según Palmer, el Titanic II tendría 269 metros de largo, pesaría 55.800 toneladas brutas y transportaría 2435 pasajeros y 900 tripulantes.
Durante la primera mitad de 2015, se acumuló evidencia que sugería fuertemente que el proyecto había sido abandonado. La marca comercial Blue Star Line figuraba como “abandonada”. En mayo de 2016, los administradores de una de las empresas de Palmer, Queensland Nickel, informaron que no se había gastado dinero significativo en el desarrollo del Titanic II en más de dos años. El 27 de septiembre de 2018, en un comunicado de prensa en su sitio web oficial, Blue Star Line anunció que se reanudaría el trabajo en el proyecto, pero no ha habido confirmación al respecto desde entonces.

### Otras actividades
En junio de 2002, Palmer fue nombrado profesor adjunto de negocios en la Facultad de Negocios y Derecho de la Universidad Deakin, cargo que ocupó hasta 2006. Durante ese tiempo, dictó una serie de conferencias como parte de los programas residenciales de MBA de Deakin. En 2008, Palmer fue nombrado profesor adjunto de gestión en la Universidad Bond en Gold Coast.
El 4 de marzo de 2012, Palmer fue nombrado como un Tesoro Vivo Nacional por la sección de Nueva Gales del Sur de la National Trust of Australia.
En diciembre de 2012, Palmer fue nombrado secretario general adjunto de la Alianza Mundial de Liderazgo, un nuevo consejo de promoción de la democracia que incluía al expresidente estadounidense Bill Clinton y a la líder de la oposición de Birmania, Aung San Suu Kyi. Palmer fue nombrado presidente del capítulo comercial de la alianza, el Consejo Económico Mundial.
El día de Navidad de 2012, Palmer organizó un almuerzo bufé para 650 personas desfavorecidas, en su mayoría niños y sus familias.
El 28 de febrero de 2022, se informó que Palmer había comprado el Mercedes-Benz 770 de Adolf Hitler y un Rolls-Royce que alguna vez fue propiedad del rey Eduardo VIII, para formar parte de una colección para un museo de autos antiguos planificado en Queensland.

## Política
Palmer participó activamente en el Movimiento Liberal encabezado por el ex primer ministro de Australia Meridional Steele Hall en la década de 1970. Se unió a la división del Partido Nacional en Queensland en 1974, habiendo sido influenciado por las políticas de Joh Bjelke-Petersen, primer ministro de Queensland en ese momento. Desde principios de la década de 1980, estuvo involucrado en la política estatal, sirviendo como director de campaña del Partido Nacional durante las elecciones estatales de 1983 y como portavoz de los medios durante su campaña electoral de 1986, las cuales fueron exitosas.
Palmer respaldó la campaña "Joh for Canberra", que buscaba que el primer ministro de Queensland, Bjelke-Petersen, fuera elegido primer ministro de Australia en las elecciones federales de 1987. Palmer fue elegido miembro vitalicio del partido en 1992, que retuvo después de que las ramas estatales del Partido Nacional y el Partido Liberal se fusionaran para formar el Partido Nacional Liberal de Queensland en 2008.
A fines de abril de 2012, Palmer anunció que disputaría la preselección del Partido Nacional Liberal para la División de Lilley en las elecciones federales de 2013. Sin embargo, en julio de ese año, anunció su intención de buscar la preselección para un asiento diferente, incluida posiblemente la División de Kennedy.
Varios meses después de anunciar su intención de buscar la preselección, Palmer renunció a su membresía vitalicia del Partido Nacional Liberal. Su afiliación al partido había sido suspendida el 9 de noviembre de 2012, luego de sus comentarios sobre las acciones de los ministros del gobierno estatal. Fue reincorporado al partido el 22 de noviembre, pero renunció el mismo día.
En marzo de 2012, Palmer acusó a Drew Hutton y Greenpeace de recibir fondos de la CIA, debido a la participación de Hutton en la preparación de una estrategia de Greenpeace titulada "Detener el auge de las exportaciones de carbón australiano".
El 25 de abril de 2013, Palmer anunció una reforma del Partido Australia Unida para presentar candidatos en las elecciones federales de 2013, y había solicitado su registro en Queensland. Otro representante de un antiguo partido político de Australia Meridional, The United Party, presentó una objeción formal al registro del nombre "Palmer United Party" ante la Comisión Electoral Australiana (AEC). La AEC determinó además que los nombres "Uniting Australia Party" y "Palmer United Party" eran distintos y que el nombre "Palmer United Party" no estaba prohibido.

### Cámara de Representantes de Australia
Palmer se postuló como candidato en la sede de Sunshine Coast de Fairfax para su partido en las elecciones federales australianas de 2013. En el primer recuento ganó por solo 7 votos sobre el candidato del Partido Nacional Liberal (LNP), Ted O'Brien, lo que provocó un recuento automático. Si bien había ganado solo el 26,5 por ciento de los votos en las primarias, Palmer superó a O'Brien en las preferencias laboristas y verdes. Finalmente, fue confirmado como ganador con el 50,3% de los votos, un margen de 53 votos.
Su partido también tuvo éxito en el Senado en 2013, donde tres de los miembros de su partido fueron elegidos y ganaron un equilibrio de poder compartido. Los senadores fueron elegidos en Queensland, Australia Occidental y Tasmania, sin embargo, pronto el grupo cayó en desorden. La senadora de Tasmania, Jacqui Lambie, renunció al Partido Unido de Palmer el 24 de noviembre de 2014 y anunció que permanecería en el Senado como independiente. La renuncia de Lambie siguió a varias semanas de desacuerdos con Palmer. El senador de Queensland Glenn Lazarus también renunció al partido el 13 de marzo de 2015, citando problemas con Palmer.
En su discurso inaugural ante el parlamento federal, Palmer dio a entender que el gobierno estaba «sordo ante las luchas cotidianas de todos los australianos» y afirmó que «el afianzamiento del sistema bipartidista en este país no solo amenaza la democracia sino que destruye la creatividad de la nación».
En mayo de 2016, Palmer anunció que no buscaría la reelección para su escaño de Fairfax ni se postularía para el Senado y se retiraría de la política.

### Actividades políticas posteriores
Palmer canceló el registro de las sucursales estatales del partido en septiembre de 2016, con la intención inicial de mantenerlo activo a nivel federal. Sin embargo, en abril de 2017 anunció que el partido sería disuelto.
En febrero de 2018, Palmer anunció su intención de resucitar a su partido y volver a la política federal. El partido fue revivido en junio bajo su nombre original, Partido Australia Unida (UAP). El exsenador de One Nation, Brian Burston, se unió al Partido Australia Unida en junio de 2018.
En 2021, Palmer dio la bienvenida a su partido al desertor del Partido Liberal Craig Kelly, un crítico abierto de los hallazgos científicos sobre el cambio climático y las vacunas. Al igual que Kelly, Palmer ha sido criticado con frecuencia por difundir información aparentemente falsa sobre el COVID-19 y, en particular, sobre la eficacia de las vacunas.
La UAP se dio de baja voluntariamente como partido el 8 de septiembre de 2022.

## Problemas financieros
En marzo de 2020, Palmer compareció ante el Tribunal de Magistrados de Brisbane para responder a cuatro cargos de fraude y otros actos deshonestos presentados por la Comisión Australiana de Valores e Inversiones (ASIC). Los cargos alegaban transferencias indebidas de dinero por un total de varios millones de dólares poco antes de las elecciones generales de 2013, como fraude y uso deshonesto del puesto de Palmer como director de la empresa de Mineralogía con respecto a la financiación del Partido Unido de Palmer. Palmer negó que los cargos estuvieran relacionados con el colapso de Queensland Nickel y comentó: «Es solo un cargo inventado que será descartado con bastante facilidad, que es lo que hacemos con los cargos de ASIC que son de naturaleza política». El caso se aplazó hasta el 28 de agosto y Palmer aún afirmaba que los cargos eran "tonterías". Cada delito conllevaba una pena de prisión potencial de hasta cinco años y, por los cargos de fraude, hasta 12 años.

## Vida personal
Palmer es católico, y fue un miembro destacado de Right to Life Australia mientras estaba en la universidad, organizando mítines provida en el campus.
Palmer vive en una mansión cerrada en Sovereign Islands, una comunidad exclusiva en Gold Coast. News Limited informa que los registros de propiedad revelan que «el Sr. Palmer, su familia y asociados poseen un total de 11 casas en Sovereign Islands, un enclave cerrado desarrollado en terrenos ganados al mar a orillas del Southport Broadwater». Palmer también posee casas en Broadbeach Waters en Gold Coast, Fig Tree Pocket en Brisbane y en Sofía, Bulgaria. Otras participaciones incluyen propiedades en Brisbane, Jandowae en Darling Downs, Queensland, Port Douglas en Queensland y Bora Bora, Polinesia Francesa. Además, su esposa posee un número no revelado de propiedades en fideicomiso.
Palmer estuvo casado con su primera esposa, Susan, durante 22 años. Con ella tuvo dos hijos: Michael y Emily. Susan Palmer murió de cáncer en 2006. En 2007, se casó con Anna, con quien tiene dos hijas: Mary y Lucy.

### Salud
Mientras miraba un partido de fútbol en octubre de 2009, se pensó que Palmer había sufrido un ataque al corazón y fue llevado al hospital. Sin embargo, los médicos lo descartaron como una mera palpitación del corazón. Palmer también ha sufrido de apnea del sueño. En febrero de 2022, Palmer dio positivo por COVID-19 y se le diagnosticó neumonía.

## Patrimonio
En 2016, BRW estimó el patrimonio neto de Palmer en A$ 600 millones. En 2019 su patrimonio neto se evaluó en A$ 4,09 mil millones; y en 2023 su patrimonio neto se evaluó en A$ 23,66 mil millones según Financial Review, ubicándolo como la quinta persona más rica de Australia.